# Nikon D750
Nikon D750 là máy ảnh DSLR full-frame được Nikon công bố vào ngày 12 tháng 9 năm 2014. Đây là chiếc đầu tiên trong dòng máy ảnh định dạng FX của Nikon  bao gồm các công nghệ từ chiếc D810 trong một thân máy nhỏ gọn và nhẹ hơn. Nikon giới thiệu chiếc D750 với "các tính năng quay phim tiên tiến" cho người quay phim cũng như là một chiếc máy ảnh có thể thao tác nhanh và bắt khoảnh khắc nhanh. Máy có thể chụp ở tốc độ 6,5 khung hình / giây ở độ phân giải đầy đủ.
D750 sở hữu bộ cảm biến hình ảnh mới có độ phân giải 24,3 megapixel (24,93 megapixel thô) được Nikon cho là mang lại khả năng khử nhiễu tốt hơn. D750 thừa hưởng bộ vi xử lý Expeed 4 từ D4S/D810 và bao gồm cả công nghệ Wi-Fi được tích hợp từ D810. Hệ thống tự động lấy nét của D750 giống với D4S và D810, nhưng có thể tự động lấy nét với ít ánh sáng hơn D810, ở mức -3 EV so với D810.
D750 có màn hình LCD nghiêng (máy ảnh DSLR full-frame đầu tiên có màn hình có thể điều chỉnh, mặc dù một số thân máy Nikon DX có màn hình nghiêng hoặc khớp nối hoàn toàn) và được giới thiệu là "chiếc nhẹ nhất trong các dòng máy chuyên nghiệp truyền thống của Nikon ". Thân máy được cấu thành từ cấu trúc monocoque với polymer được gia cố bằng sợi carbon ở mặt trước và hợp kim magnesi cho mặt sau và phần trên, mang lại cho D750 khả năng chống chịu thời tiết tốt.

## Tiếp nhận
Trang DxOMark đã xem xét chất lượng hình ảnh của cảm biến trên D750 và cho nó số điểm tổng là 93.
Kể từ khi phát hành, D750 đã được khen ngợi vì khả năng chụp thiếu sáng ấn tượng và khả năng tự động lấy nét hiệu quả.
Trang DPReview đã hoàn thành đánh giá của họ về D750 vào giữa tháng 12 năm 2014 và đã trao cho nó Giải thưởng Vàng với điểm số là 90%.

## Các vấn đề
Một số chiếc D750 đã được phát hiện rằng chúng tạo ra các chùm sáng bất thường trong một số tình huống chụp nhất định, cụ thể là khi một nguồn ánh sáng cực mạnh nằm ngay phía trên khung nhìn. Vấn đề được gây ra bởi sự phản xạ ánh sáng bên trong các bộ phận của máy và biểu hiện ở một mảng ánh sáng không đều, cho ra ảnh bị ám màu. Nikon đã thông báo rằng họ sẽ sửa chữa các máy ảnh bị ảnh hưởng miễn phí.

## Các liên kết ngoài
- Nikon D750, Nikon Hoa Kỳ
- Nikon D750 Lưu trữ ngày 20 tháng 10 năm 2014 tại Wayback Machine, Nikon Toàn cầu
- Thông số kỹ thuật của Nikon D750, dpreview
- Hướng dẫn sử dụng, hướng dẫn và phần mềm của Nikon D750 Trung tâm tải xuống của Nikon
- Đánh giá về Nikon D750 Lưu trữ ngày 25 tháng 12 năm 2019 tại Wayback Machine, Nhiếp ảnh Canvas